# Clemente Rolón
Clemente Rolón Montañez, más conocido como Clemente Rolón, (Asunción, 23 de noviembre de 1951) es un exfutbolista paraguayo que ocupó la posición de delantero. Jugó en los dos grandes equipos y rivales de Paraguay, el Club Olimpia y el Club Cerro Porteño. También jugó en el Club River Plate de su país. En Colombia estuvo en el Deportivo Pereira y en España en el Real Murcia, la Agrupación Deportiva Almería y en la Unión Deportiva Salamanca. Fue internacional con la selección de fútbol de Paraguay.

## Carrera deportiva
Rolón inició su carrera deportiva en el club General Bruguez de la ciudad de paraguarí, equipo de la artillería del ejército paraguayo en el cual estaba prestando su servicio militar. Se consagra campeón y goleador de liga paraguariense. Luego de su regreso a la capital es fichado por el Club Olimpia Asunción de su ciudad natal debutando a los 19 años. En 1973 fichó por el Club River Plate siendo goleador del campeonato con 15 goles por lo que despierta el interés de otros equipos grandes de la capital paraguaya, y en 1974 fichó por el Club Cerro Porteño,en donde no tuvo mucha continuidad por lo que dejó el club de barrio obrero a mitad de año siendo cedido al Deportivo Pereira de Colombia en la que hace una extraordinaria campaña siendo uno de los goleadores del torneo. Luego regresa a Paraguay 1975, para jugar de nuevo en el Club River Plate. Tras de nuevo, empezar haciendo una buena campaña con el kelito y siendo goleador en ese momento del torneo, abandonó el club a mitad de la competencia para dar el gran salto a España, cuando fichó por el Real Murcia, que había descendido ese año a Segunda División.
En su primera temporada en Murcia le costó adaptarse jugó 28 partidos y marcó dos goles, sufriendo con su club un descenso a Tercera División. Rolón se quedó en el club grana, y en una temporada regresaron a Segunda División siendo goleador del equipo. En la que fue su tercera y última temporada en el Real Murcia jugó 34 partidos, en los que marcó 19 goles, siendo uno de los jugadores más destacados de la categoría.
En 1978 ficha por la Agrupación Deportiva Almería, que también jugaba en Segunda División. En su primera temporada en Almería jugó 26 partidos y marcó 12 goles, siendo una pieza clave en la consecución del trofeo de la Segunda División en esa temporada y, por tanto, del ascenso a Primera División. En su debut en Primera División marcó 14 goles, esta vez repartidos en 33 partidos,logrando una regular campaña ubicándose en el décimo lugar.
Sin embargo, en la siguiente temporada no pudo lograr la regularidad con su club, a pesar de que marcó 7 goles en 33 partidos y van al descenso. En la segunda División decidió quedarse con el Almería un año más, pero por problemas económicos del club  decidió marcharse para fichar por la Unión Deportiva Salamanca, que jugaba en Primera División. Tras su poca continuidad en el club salmantino durante la temporada,marcando solo 1 gol en la liga española y otros 5 por la copa del rey decidió dejar España para volver a Paraguay y terminar su carrera en el Club River Plate.

## Selección nacional
Clemente Rolón fue internacional con la selección de fútbol de Paraguay con la que disputó 5 partidos, en los que marcó 3 goles. Además, disputó la Copa América 1975.

## Clubes
- Club Olimpia (1971-1972)
- Club River Plate (1973)
- Club Cerro Porteño (1974)
- Deportivo Pereira (1974)
- Club River Plate (1975)
- Real Murcia (1975-1978)
- Agrupación Deportiva Almería (1978-1982)
- Unión Deportiva Salamanca (1982-1983)
- Club River Plate (1984-1987)